# Phil Lafon
Philip Lafon (Mantouage, 16 settembre 1961) è un wrestler canadese.
Conosciuto per aver lottato nella World Wrestling Federation (WWF) con il ring name di Phil Lafon.

## Personaggio

### Mosse finali
- Sitout powerbomb

## Titoli e riconoscimenti
- All Japan Pro Wrestling
  - All Asia Tag Team Championship (5) - con Doug Furnas
  - World Junior Heavyweight Championship (2)
- Extreme Championship Wrestling
  - ECW Tag Team Championship (1) - con Doug Furnas
- Lutte Internationale (Montreal)
  - Canadian International Tag Team Championship (2) - 1 con Tom Zenk - 1 con Armand Rougeau
- Universal Wrestling Association
  - UWA World Tag Team Championship (2) - con Doug Furnas
- World Wrestling Council
  - WWC World Tag Team Championship (1) - con Sam Fatu
- Pro Wrestling Illustrated
  - 163º tra i 500 migliori wrestler singoli nella "PWI Years" (2003)
- Wrestling Observer Newsletter
  - 5 Star Match (1992) con Doug Furnas vs. Kenta Kobashi e Tsuyoshi Kikuchi, Sendai, 25 maggio
  - Match of the Year (1992) con Doug Furnas vs. Kenta Kobashi e Tsuyoshi Kikuchi, Sendai, 25 maggio
  - Most Underrated Wrestler (1989)